# Milton of Campsie
Milton of Campsie är en ort i Storbritannien.   Den ligger i kommunen East Dunbartonshire och riksdelen Skottland, i den centrala delen av landet, 600 km nordväst om huvudstaden London. Milton of Campsie ligger 63 meter över havet och antalet invånare är 3 950.
Terrängen runt Milton of Campsie är platt åt sydost, men åt nordväst är den kuperad. Runt Milton of Campsie är det mycket tätbefolkat, med 1 463 invånare per kvadratkilometer. Närmaste större samhälle är Glasgow, 12,1 km sydväst om Milton of Campsie. Trakten runt Milton of Campsie består i huvudsak av gräsmarker.